# Deuxième concile bouddhique
Le deuxième concile bouddhique se serait tenu à Vaisali l'année 100 ou 110 du  parinirvāṇa de Bouddha - soit aux alentours de 380 av. J.-C. -, convoqué par le roi Kalasoka  dans le but de condamner dix assouplissements du vinaya adoptés par les moines de la tribu Vriji menés par Vajjiputtaka. 
Comme pour les premier et troisième conciles, les sources le concernant ne concordent pas entièrement, certaines proposant qu’il ait eu lieu au milieu du IIIe siècle av. J.-C. sous le règne d’Ashoka, date plus généralement donnée comme celle du troisième concile. D’autres l’ignorent totalement.
Parmi les sites proposés, on trouve les monastères de Valikaramade, Kusumapura, ou Kutagarashala, et même Kusumapura (Pāṭaliputra). Le nombre des bhikkhus participants est presque toujours de 700. Aucun président n’est cité, mais les dénommés Revata, Sambhuta Shanavasin, Sarvakamin et Kubjita semblent y avoir tenu un rôle prééminent. 
La plupart des versions s’accordent sur le fait qu’il s’acheva par la condamnation par les Anciens des dix règles hérétiques, avec, selon la source, une appréciation sévère ou favorable vis-à-vis des réformateurs ; une version se réclamant des mahasanghikas affirme que seule la dernière mesure (accepter de l’or ou de l’argent en aumône) fut rejetée. Les Chroniques cinghalaises Dipavamsa et Mahavamsa voient dans cette décision l’origine du schisme entre sthaviravadins (partisans des Anciens) et mahasanghikas (partisans des réformes, plus nombreux), qui devait ultérieurement donner naissance aux dix-huit écoles anciennes. 
D'autres sources (Cachemire) situent lors de ce concile l’exposé par Mahadeva des « cinq constatations » réfutant la perfection des arahants ; ignorant la dispute concernant les règles monastiques, elles voient dans l' « hérésie de Mahadeva » l’origine du schisme entre sthaviravadin et mahasanghika. 
D'autres sources encore font remonter le schisme au troisième concile.
Selon Xuanzang, ce concile fut également l'occasion d'une remise en forme du Tipitaka.

## Différentes narrations
D'après le Mahavamsa, la cause de cette division du Sangha était un désaccord sur les cinq théories concernant les arahants, qui auraient été mises en avant par Mahādeva, lequel aurait par la suite créé les Mahāsāṃghikas. Ceux qui auraient rejeté les cinq théories se seraient nommés eux-mêmes Sthaviravādas pour se différencier des Mahāsāṃghikas. Cependant, le texte de Vasumitra, dont la rédaction est datée aux alentours de 100 ap. J.-C., et qui a été préservé dans ses traductions chinoise et tibétaine, ne mentionne aucune personne appelée Mahādeva. Il donne plutôt une liste de noms bien connus de personnages ayant accepté ou rejeté les cinq théories. Étienne Lamotte a également démontré que l'existence du personnage de "Mahādeva" était une interpolation tardive et sectaire.
Andrew Skilton a suggéré que les problèmes résultant des récits contradictoires sont résolus par le Śariputraparipṛcchā des Mahāsāṃghikas, lequel est le récit du schisme le plus ancien. D'après ce récit, le concile a été réuni à Pāṭaliputra pour des raisons ayant trait au vinaya, et la majorité (Mahāsaṃgha) a refusé d'accepter l'addition de règles supplémentaires au vinaya par les Sthaviras. Ainsi, les Mahāsāṃghikas voyaient les Sthaviras comme un groupe séparatiste qui essayait de modifier le vinaya originel. 
Les spécialistes s'accordent généralement sur le fait que le différend était bien sur un sujet du vinaya, et ont remarqué que le récit des Mahāsāṃghikas est corroboré par les textes de vinaya eux-mêmes, car le vinaya associé aux Sthaviras contient bien plus de règles que celui des Mahāsāṃghikas. Cependant, le sens commun suggère que cela pourrait également être dû au fait que les Mahāsāṃghikas aient pu abolir ces mêmes règles.

## Les dix réformes condamnées
Selon les Chroniques singhalaises, le moine Vajjiputtaka proposa dix assouplissements de la règle :
- Droit de conserver dans une corne une réserve de sel ; le sel étant une forme de richesse, sa possession était interdite aux moines ;
- Droit de s’alimenter occasionnellement après midi ;
- Droit de retourner mendier dans un village après avoir pris le dernier repas de la journée ;
- Droit de procéder à une Uposatha avec des moines de la même localité mais d'une autre communauté ;
- Droit de mettre en pratique des décisions prises par une assemblée non-plénière ;
- Droit de suivre une pratique propre à son maitre ou son instructeur ;
- Droit de ne pas considérer l’absorption de lait fermenté comme un repas ;
- Droit de consommer certaines boissons au goût fort (cas des breuvages médicamenteux) ;
- Droit d’utiliser une natte de taille non-règlementaire ;
- Droit de recevoir de l’or ou de l’argent, parfois donnés aux moines en aumône pour l’achat de leurs futurs repas ;